# Gustave de Smet
Pour les articles homonymes, voir Smet.
Gustave de Smet (Gand, 1877- Deurle,1943) est un peintre belge d'expression néerlandaise, frère aîné de Léon de Smet, actif au sein du deuxième groupe de l'École de Laethem-Saint-Martin. 

## Biographie

### Jeunesse
Il est le fils de Jules de Smet, peintre-décorateur d'enseignes, de décors de foires. Avec son frère Léon, futur artiste lui aussi, il apprend à peindre aux côtés de son père.
Jusqu'en 1895, il étudie à l'Académie royale des beaux-arts de Gand auprès de Jean Delvin, membre fondateur du Groupe des XX.
En 1898, il épouse Augusta Van Hoorebeke et s'établit à Gand, et en 1899, il fixe sa résidence à Deurle. 
En 1900, il s'installe à Laethem où il rejoint ses amis gantois — son talentueux frère Léon, Maurice Sijs, Albert Servaes, Frits van den Berghe et Constant Permeke — à la colonie d'artistes de Laethem-Saint-Martin.Il continue à peindre selon les procédés luministes.

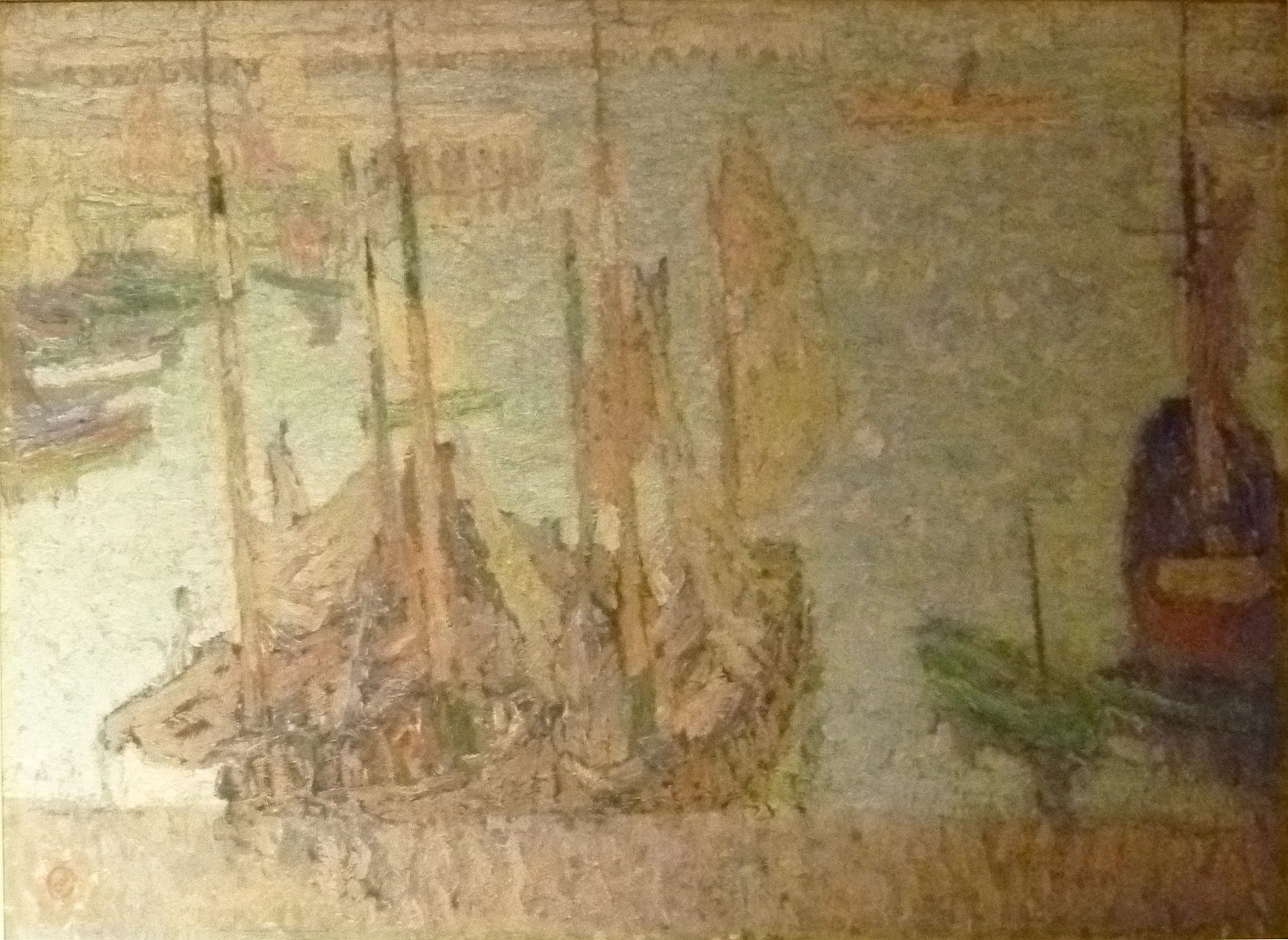
Le Port d'Ostende (1913)

Frits excepté, ce sont des fils d'ouvriers soucieux surtout d'exercer un métier et de se ménager ainsi une petite place au soleil. Impécunieux, Gustave de Smet est logé avec Servaes, van den Berghe, Permeke, moyennant un très modeste loyer, chez le fermier Ranschaert qui a transformé d'anciennes écuries en habitations pour saisonniers. 

### La Première guerre mondiale au Pays-Bas
En 1914, il se réfugie en Hollande avec son ami van den Berghe. Tous deux font rapidement partie de la scène artistique d'Amsterdam, dans laquelle le peintre Leo Gestel était leur guide. Avec son ami André de Ridder, il se laisse fasciner par l'avant-garde européenne, par exemple au Stedelijk Museum et dans le cercle artistique De Onafhankelijken (Les Indépendants), où exposent notamment Chagall, Braque, de Chirico, Léger, Matisse et Kandinsky. 
Il est abonné au périodique Das Kunstblatt, dans lequel l'art de l'expressionnisme allemand est discuté et abondamment illustré. 
Il quitte Amsterdam en août 1916 et séjourne successivement à Laren et Blaricum, un village d'artistes à Het Gooi. Sous l'influence de Le Fauconnier, des Hollandais Jan Sluyters, Leo Gestel (en) et Charley Toorop, les Allemands Franz Marc et Heinrich Campendonk, il abandonne l'impressionnisme et s'oriente délibérément vers l'expressionnisme. Avec  Van der Berghe, De Ridder et d'autres, il joue un rôle important dans la création du cercle Open Wegen (Voies ouvertes) en 1917, qui réunit les forces progressistes belges en exil néerlandais.  Ils correspondent aussi avec les artistes belges réfugiés en Angleterre.
À partir de 1919, il montre une tendance à plus de géométrie. En 1920, Frits Van den Berghe s’installe pour quelque temps chez lui à Blaricum dans la maison appelée Malpertuus ou Malpertuis, qu’il habite avec son épouse.
Au cours des deux dernières années aux Pays-Bas, il se rend régulièrement à Amsterdam, où il occupe temporairement une mansarde qu’il utilise comme atelier. Il y peint quasi exclusivement des personnages féminins, des natures mortes et les scènes urbaines qu’il découvre de sa lucarne. Il peint Vue d'Amsterdam qu'il expose à Amsterdam.
Il fait régulièrement des portraits de son entourage : des paysans, des pêcheurs ou des enfants du voisinage. 

### L'Après-guerre
En 1920, il peint quelques œuvres capitales, Le Pigeonnier, L'Homme à la bouteille, La Femme à la fenêtre, La Promenade des amants et signe un contrat par lequel il s'engage à céder toute sa production à Paul-Gustave van Hecke et à la galerie Le Centaure à Bruxelles. En 1922, avec Frits van den Berghe, ils rentrent définitivement en Belgique, et séjournent en 1923 auprès de Permeke à Ostende. 
À partir de 1923, il habite avec Frits van den Berghe à Afsnee, un village pittoresque au bord de la Lys, à deux pas de Laethem-Saint-Martin. Son amitié avec Van den Berghe est immortalisée par Cantré (1890-1957) qui sculpte une tête à deux visages, l'un étant celui de Gustave de Smet, l'autre celui de Frits van den Berghe.
Le galeriste Paul-Gustave van Hecke met sa maison de campagne d'Afsnee, à disposition des artistes. Pendant les week-ends et les mois d’été, cette Villa Malpertuis était un lieu de rencontre animé. Elle était également fréquentée par Walter Schwarzenberg, directeur de la Galerie Le Centaure à Bruxelles. Comme Van Hecke, il défendait l’œuvre des expressionnistes flamands, dont celle de Gustave De Smet. Gustave de Smet s'y installe en 1926, éclaircit sa palette et participe à la fondation du cercle des IX à Bruxelles.

Les Années 1920
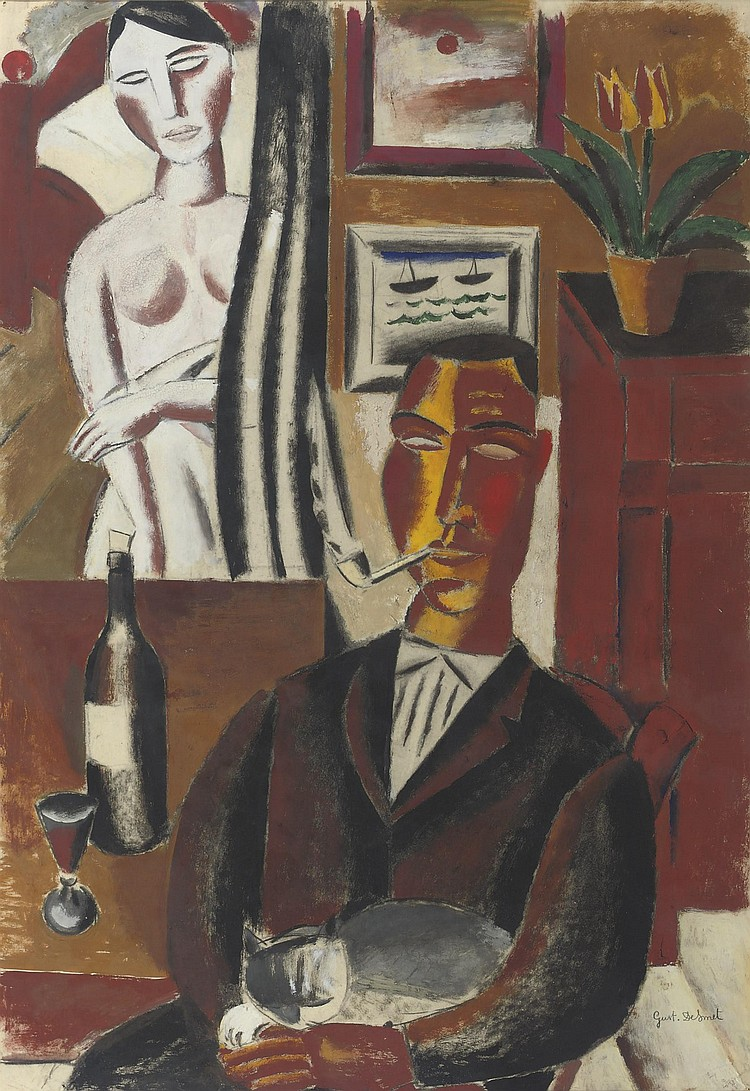
L'Homme à la bouteille, vers 1920 Collection privée
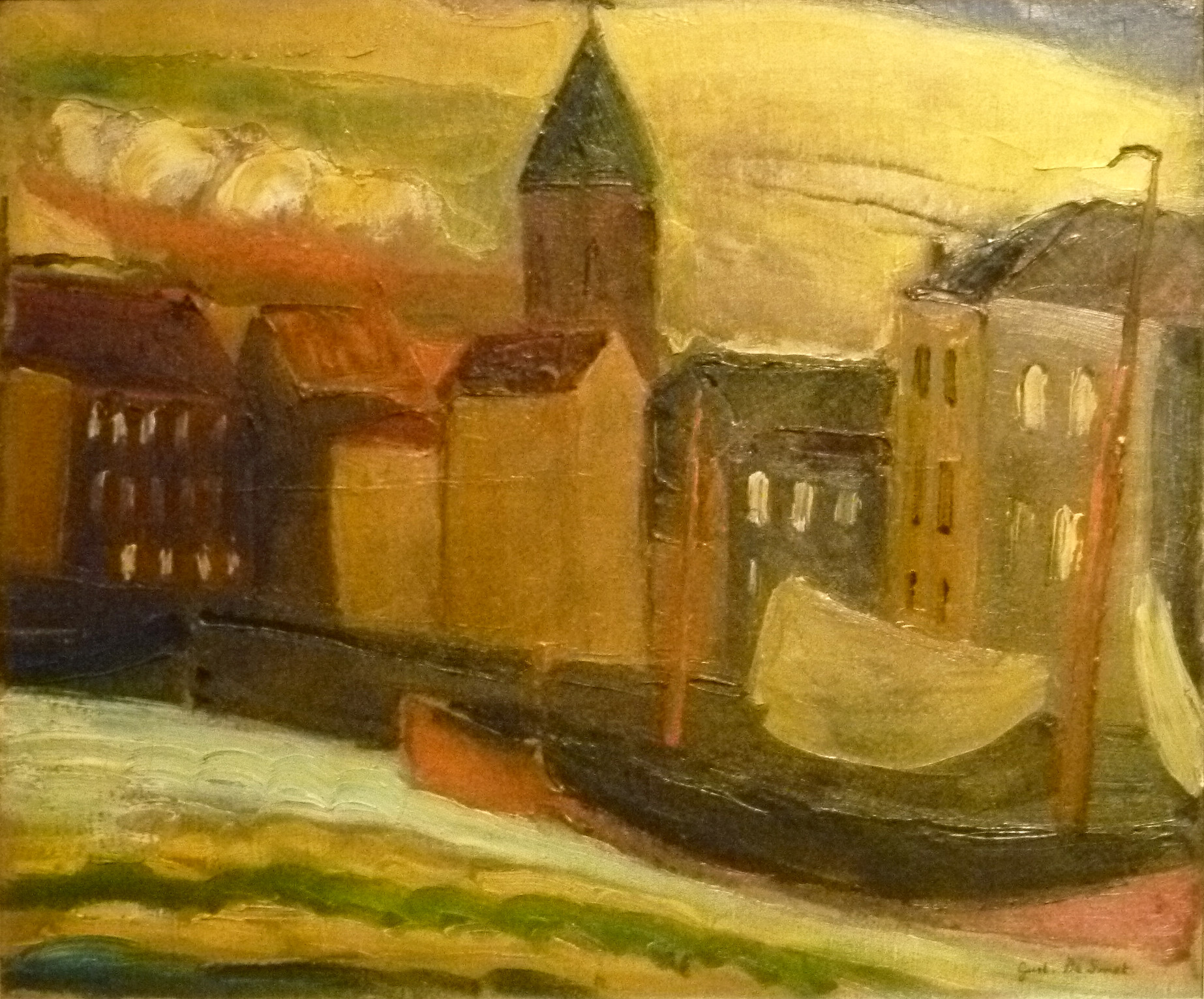
Le Port d'Ostende (1922)
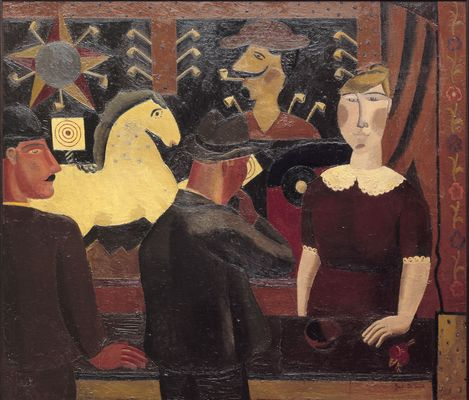
Le Grand tir forain, 1923 Musées de Bruges
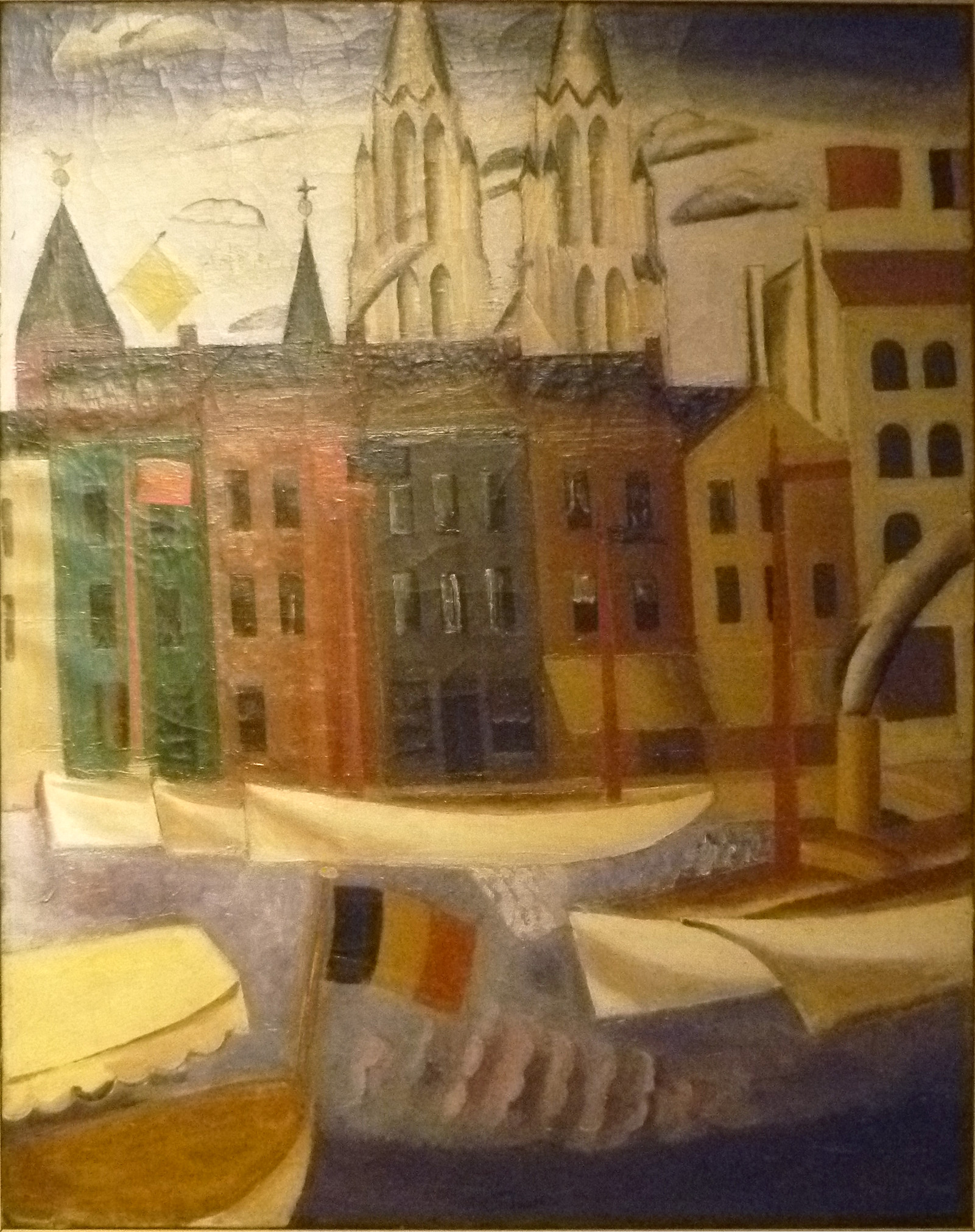
Le Port d'Ostende (1925)

En 1928, à Deurle, il peint des paysages animés, qui donnent du village flamand une vision paisible et pittoresque, mais aussi certains aspects de la ville, et il s'y installe en 1929 dans la maison qu'il s'est fait construire au bord de la Lys. Il se lie d'amitié avec Jules De Sutter (1895-1970) qui vient de s'installer dans la région de Laethem.

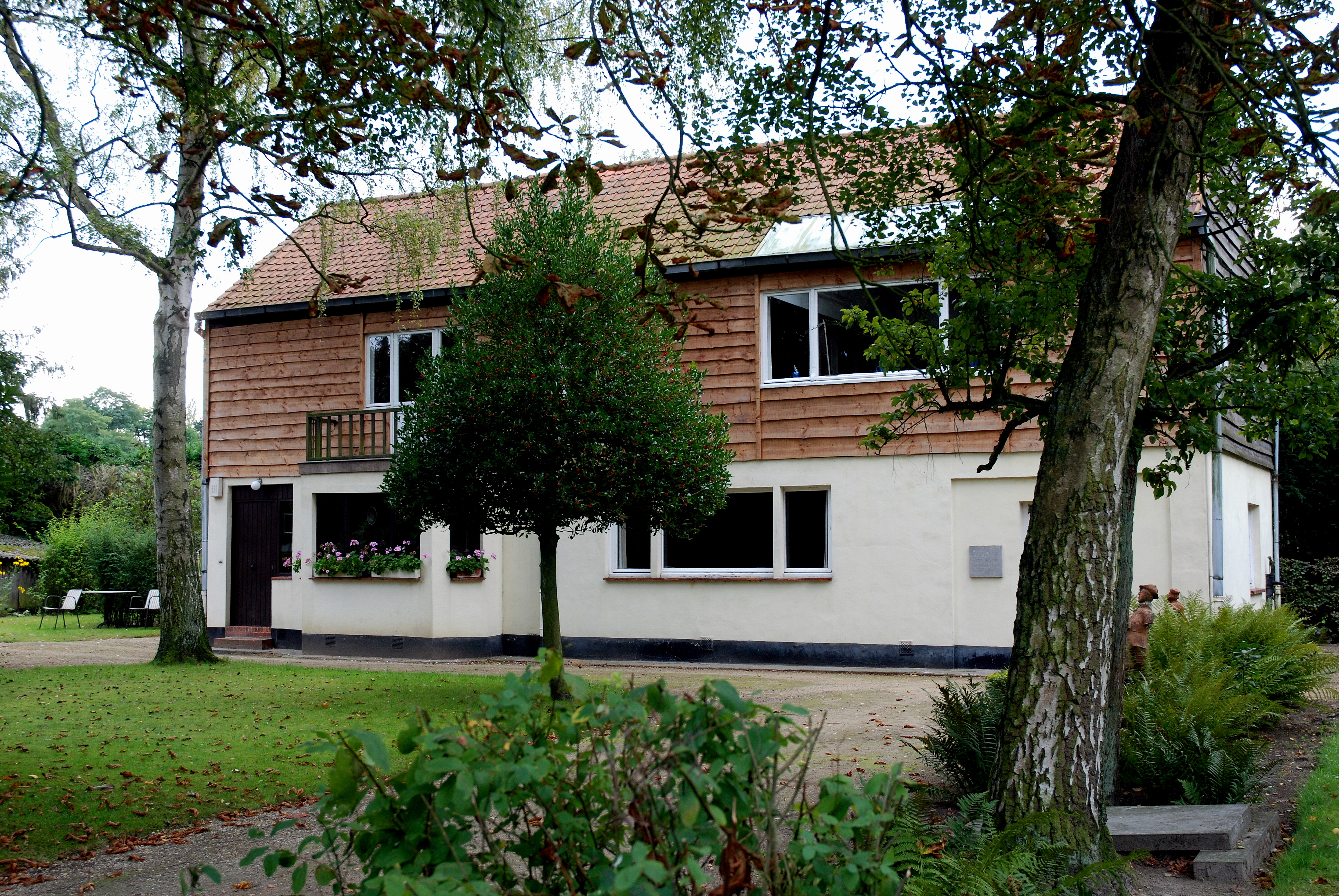
L'ancienne maison de l'artiste à Deurle
actuellement son musée

Il quitte sa maison du bord de la Lys en 1935 et s'en fait construire une nouvelle, toujours à Deurle, mais en plein champ. En mai 1940, il se réfugie durant quelques mois en France, mais rentre bientôt à Laethem. 
Il meurt à Deurle en 1943. Une sculpture de Permeke est placée sur sa tombe au cimetière communal de Deurle.

### Portrait de l'artiste
Il porte d'habitude chandail et casquette, fait rarement une promenade, pêche parfois à la ligne, reste de longs moments à écouter la radio. C'est un être à la fois primitif et raffiné. Les expositions et les manifestations organisées en son honneur le gênent, il se méfie du battage que l'on fait autour de son nom. Il craint d'être mal compris et fêté pour ce qu'il n'est pas. 
C'est un vrai campagnard, n'aimant à vivre que dans son seul et cher pays de la Lys. À l'auberge du village, il joue pendant de longues heures aux cartes avec des paysans ridés et de vieilles paysannes hommasses. Le voici en bras de chemise et en pantoufles, se passionnant le plus sérieusement du monde pour le tir à l'arc ou le jeu de boules. Le voici dangereusement prudent au volant de sa vieille Oldsmobile, laissant passer toutes les voitures avant la sienne. Le voici dans son atelier, hésitant à montrer ses toiles par crainte qu'elles ne soient pas arrivées à maturité, cherchant avec inquiétude à savoir ce que l'on en pense au travers de ce que l'on en dit. Gustave qui a tendance à s'effacer sera saisi d'étonnement et tout radieux en constatant l'admiration que l'on porte à ses œuvres. Sa compagne Gusta s'efface tout en restant attentive aux soucis de son mari. Ils ont eu un enfant, un fils qui durant la guerre 1914-1918 périt en Hollande à l'âge de vingt ans dans un accident de chemin de fer. Ce fut la grande douleur de leur vie.

## Œuvre
A ses débuts, l'influence d'Émile Claus l'oriente vers un luminisme centré sur les rapports de couleurs au sein de la composition. Ses œuvres de l'époque ont des inflexions poétiques, parfois mélancoliques, et romantiques. Peu après, il opte pour des sujets symbolistes, faisant une large place à l'allégorie et au mythe.

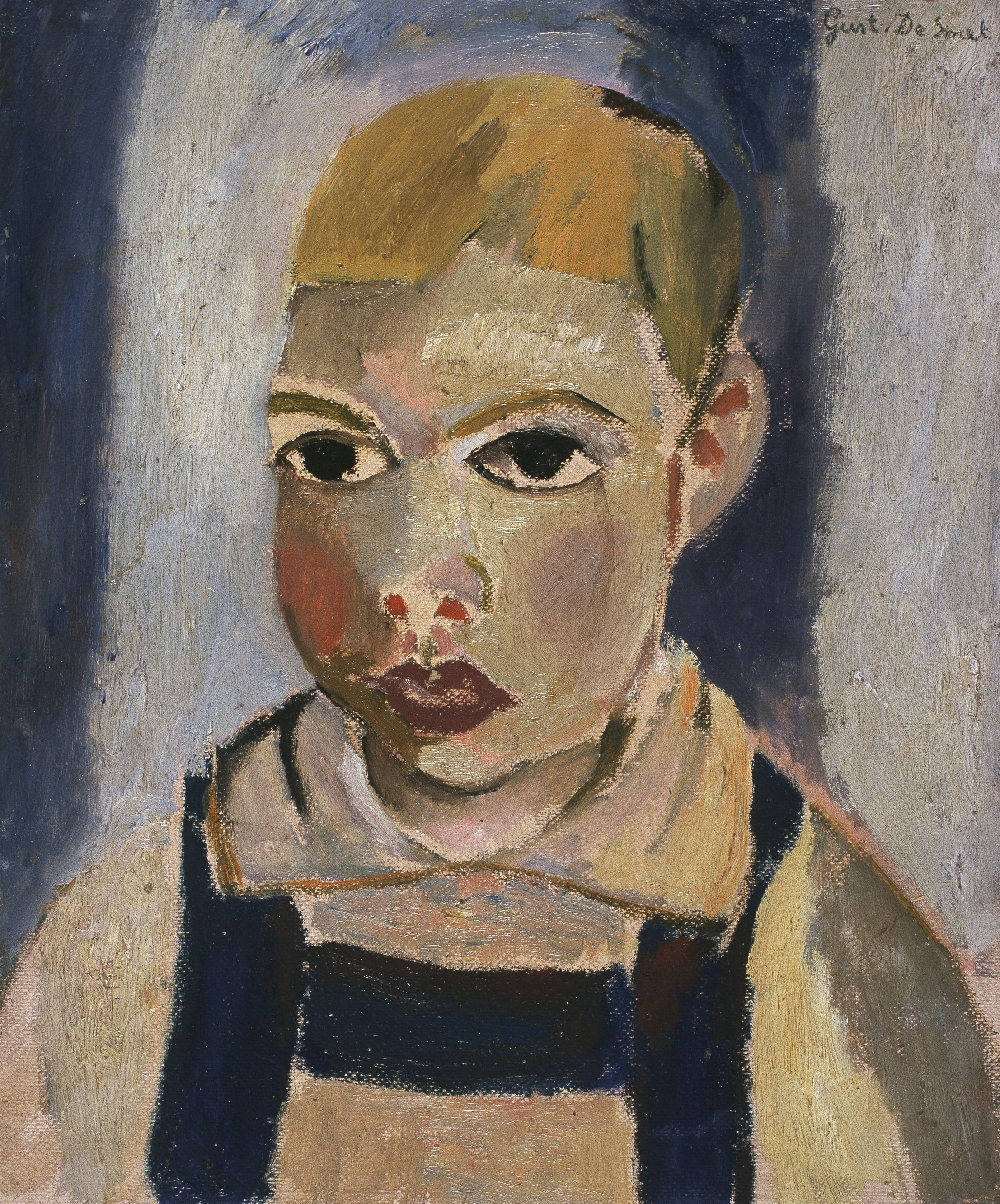
Tête d'enfant, vers 1916
Musée des Beaux-Arts de Gand

En 1916, sous l'influence de novateurs tels que le Français Le Fauconnier (1881-1946), les Hollandais Jan Sluyters (1881-1957), Leo Gestel (en) (1881-1941) et Charley Toorop (1891-1955), les Allemands Franz Marc (1880-1916) et Heinrich Campendonk (1889-1957), il abandonne l'impressionnisme et s'oriente délibérément vers l'expressionnisme.

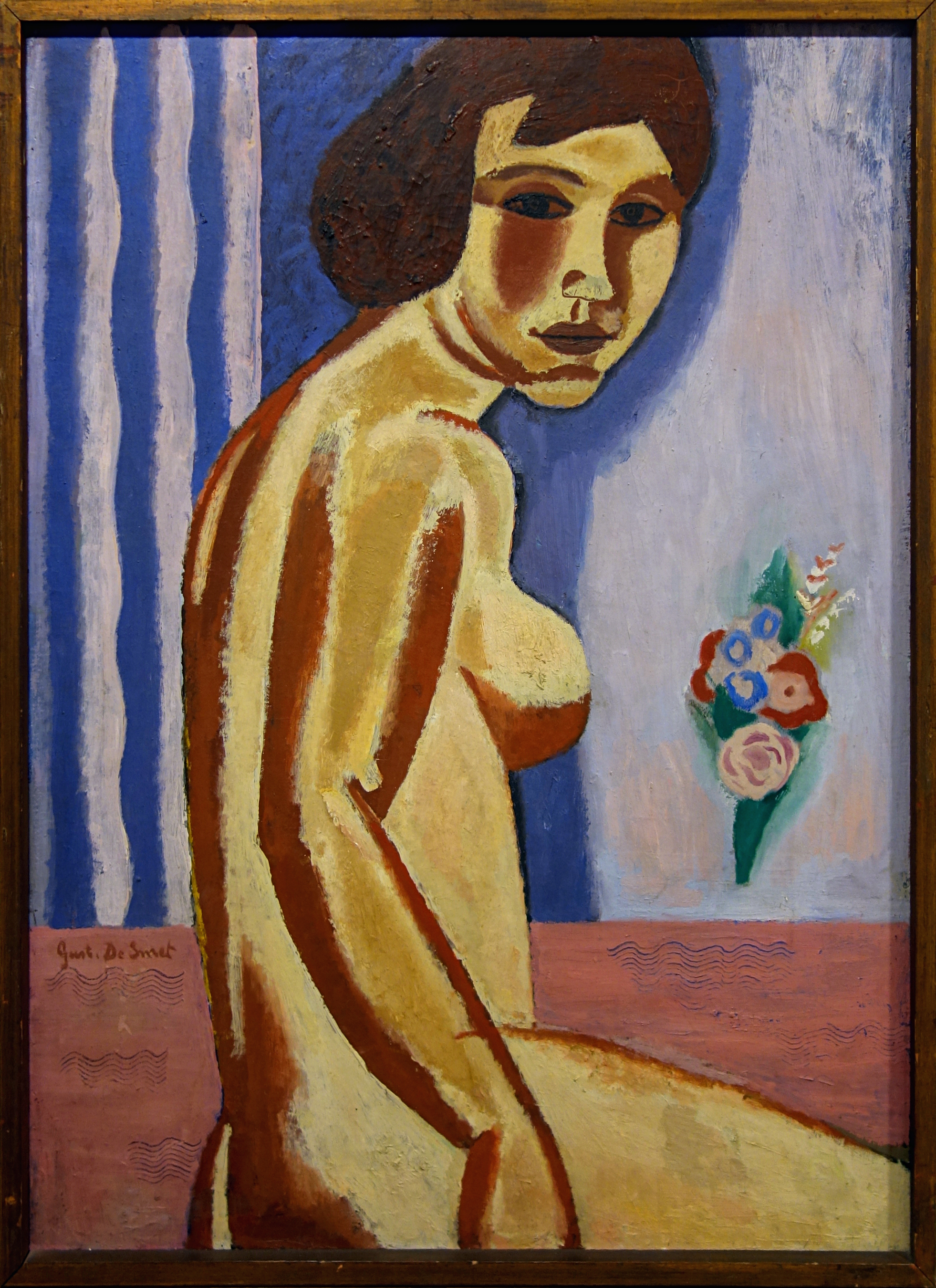
Nu au bouquet de fleurs, 1931
Musée d'Art à la mer, Ostende

À partir de 1919, il montre une tendance à plus de géométrie. Les éléments de la nature ou des scènes familières et intimistes sont traduits par de vastes plans inarticulés, les lignes sont raides et tendues; la composition gagne en rigueur et en clarté. Il se rattache à l'art de Franz Marc, August Macke, exprime des impressions ressenties dans la nature ou dans la société en recourant à la conjugaison des couleurs vives contrastées ou sombres et empâtées avec des formules du post-cubisme ou du constructivisme. Il crée par des correspondances, des répétitions, un rythme qui pénètre l'œuvre.

## Gravures
- La Femme à la fenêtre, 1919, gravure sur bois sur papier de soie japonais, 228 × 215 cm, Musée des Beaux-Arts de Gand[12]